# 르 누벨 옵세르바퇴르

르 누벨 옵세르바퇴르

르 누벨 옵세르바퇴르(L'Obs)는 프랑스의 잡지이다. 1964년 11월 19일부터 시사 주간지로 발간되었다. 르몽드, 리베라시옹과 함께 프랑스의 권위있는 지성지로 일컬어진다.